# إريك ثورنتون
اريك ثورنتون (5 يوليو 1882 في المملكة المتحدة - 5 ديسمبر 1945 بأنتويرب في بلجيكا) هو لاعب كرة قدم بلجيكي في مركز حراسة المرمى، شارك في الألعاب الأولمبية الصيفية 1900. وشارك مع منتخب بلجيكا لكرة القدم. أما مع النوادي، فقد لعب مع بيرتشوت وليوبولد كلوب دي بروكسل.

## وصلات خارجية
- إريك ثورنتون على موقع الاتحاد البلجيكي (الإنجليزية)
- إريك ثورنتون على موقع قاعدة بيانات كرة القدم.إي يو (الإنجليزية)
- إريك ثورنتون على موقع عالم كرة القدم.نت (الإنجليزية)
- إريك ثورنتون على موقع أوليمبيديا (الإنجليزية)